# Tatler

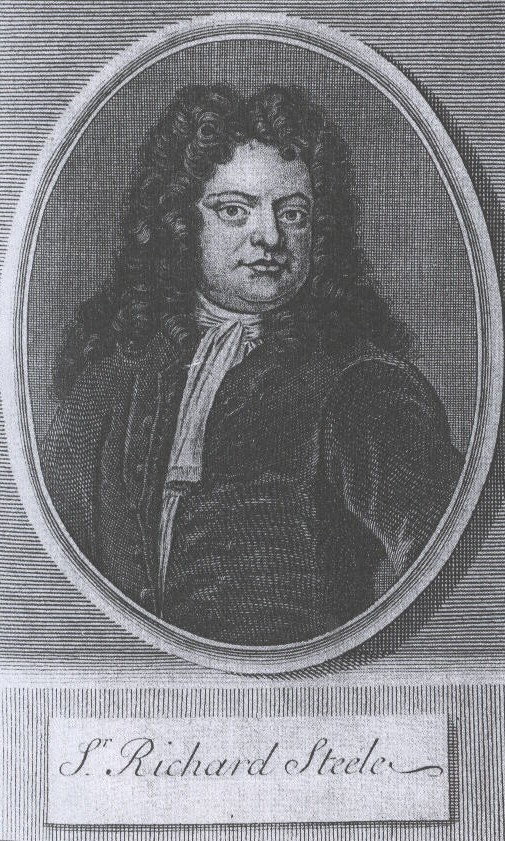
Richard Steele, fundador de la revista original

Tatler es el nombre con el que se han conocido diversas publicaciones y revistas británicas. Cada una de ellas se ha denominado como la sucesora de la revista literaria original fundada en 1709 por Richard Steele. La ilustración actual, fundada en 1901, es una revista glamorosa publicada por Condé Nast Publications que se centra en el estilo de vida de la clase alta. En octubre de 2009 se celebró una fiesta del 300 aniversario de la publicación.

## Historia
El The Tatler original fue fundado en 1709 por Richard Steele usando el seudónimo de Isaac Bickerstaff. La idea de Steele era publicar noticias y chismes escuchados en los cafés londinenses, de ahí el título, y sobre todo, para dejar los temas políticos a los periódicos tradicionales. con el fin de asegurarse la cobertura completa de los chismes locales, colocó un reportero en cada uno de los cafés populares de Londres, consiguiendo una cobertura global para su publicación.
En los inicios se publicaba tres veces a la semana, aunque este ritmo duró sólo dos años, desde el 12 de abril de 1709 al 2 de enero de 1711. Una edición completa se publicó en 1710-11 con el título de The Lucubrations of Isaac Bickerstaff, Esq (las elucubraciones de Isaac Bickerstaff, Lcdo.) Dos meses después de la última edición de The Tatler, o sea en marzo de 1711, Richard Steele y Joseph Addison fundaron la revista The Spectator.

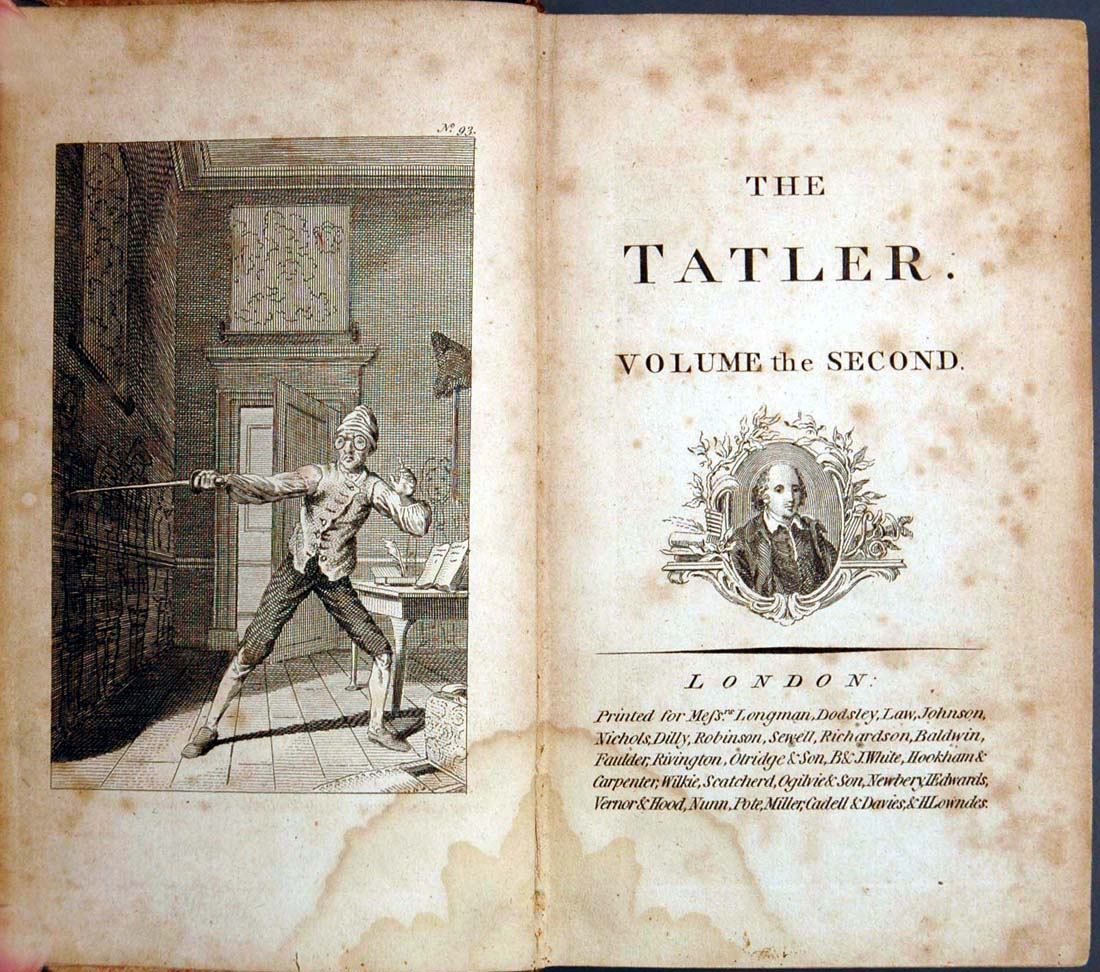
Revista británica The Tatler (1709-1711) editada por Joseph Addison y Richard Steele

## Ediciones posteriores
Más tarde sobrevivieron varias revistas con el nombre de Tatler. Tres series de ella se conservan en la  Burney Collection.
Morphew, el impresor original, continuó produciendo nuevas emisiones en 1711 bajo el nombre de "Isaac Bickerstaffe" desde el 4 de enero (número 272) hasta el 17 de mayo (número 330).
Entre 1753 y 1754 se publicaron varias ediciones por William Bickerstaffe, sobrino del fallecido Isaac Bickerstaffe.
James Watson, que anteriormente había reproducido el londinense Tatler en Edimburgo, publicó su propia Tatler el 13 de enero de 1711 con el lema ”Donald Macstaff of the North " sustituye a Isaac Bickerstaffe.
Tres meses después de que el Tatler original se publicara por primera vez, una escritora desconocida, utilizando el seudónimo de  "Mrs. Crackenthorpe, publicó la revista que fue llamada Female Tatler. Los eruditos de los años 1960-1990 piensan que esta anónima mujer pudo haber sido la escritora inglesa Delarivier Manley, dato que posteriormente se descartó, desconociendo actualmente quien era la editora. Esta revista se publicó entre el 8 de julio de 1709 hasta el 31 de marzo de 1710.
El 4 de septiembre de 1830, Leigh Hunt editó The Tatler, un diario sobre literatura y arte escénico. Se publicó entre el 13 de febrero de 1832 y el 20 de octubre de 1832.

## La revista actualTatlereditada por Kate Reardon
La actual publicación, con el nombre de Steele, fue presentada el 3 de julio de 1901 por Clement Shorter, editor de The Sphere.  Durante un tiempo fue una publicación semanal, con noticias y fotos de los bailes de sociedad, eventos de caridad, reuniones en las carreras, moda y chismes, con ilustraciones de  The Tout y H. M. Bateman.
En 1940 absorbió The Bystander. En 1961 Illustrated Newspapers, que publicaba Tatler, The Sphere y The Illustrated London News, fue comprado por Roy Thomson. En 1965 Tatler pasó a llamarse London Life. En 1968, fue comprada por Guy Wayte's que le restituyó el nombre de Tatler. Tayler fue declarado culpable de fraude  en 1980 por inflar la circulación de la revista de 15 000 a 49 000 unidades.
La revista fue vendida en 1977 y relanzada como revista semanal, llamada Tatler & Bystander en 1982. Tina Brown, editora entre 1979 y 1983, creó una revista vibrante y juvenil, añadiéndole nuevas dosis de ironía e ingenio a la revista que hasta entonces solo era un título social moribundo. Brown se refirió a la nueva revista como un cómic de la clase alta. El aumento de su circulación e influencia consiguió que el dueño de la revista en ese momento, Gary Bogard vendiese la publicación a Condé Nast. Brown se trasladó a Nueva York para editar la revista con otro título: Vanity Fair.
Tatler tuvo varios editores posteriores y una recesión en las ventas. Jane Procter fue contratada para reinventar la revista en 1990, consiguiendo triplicar sus ventas hasta las 90 000 unidades. Esta cifra fue superada cinco años más tarde por Geordie Greig. La revista creó varios suplementos, incluyendo guías de viajes y restaurantes.

## Editores y colaboradores

### Editores anteriores
- Clement Shorter 1901–
- Edward Peter Huskinson 1908–40
- Reginald Stewart Hooper 1940–45
- Col. Sean Fielding 1946–54
- Lt-Col. Philip Youngman-Carter 1954–57
- Mark Boxer 1965
- Ian Howard[13] 1965–
- Robert Innes-Smit 1968
- Leslie Field 1978
- Tina Brown 1979–83
- Libby Purves 1983
- Mark Boxer 1983–88
- Emma Soames 1988–90
- Jane Procter 1990–99
- Geordie Greig 1999–2009
- Catherine Ostler 2009–2011
- Kate Reardon 2011-

### Editores actuales
- Kate Reardon - Editor
- Gerri Gallagher - Editor Asociado
- Ballena Cristóbal - Director de Arte
- Lee Pears - Director Artístico Adjunto
- Kate Chapple - Jefe Sub-Editor
- Anna Bromilow - Directora de Moda
- Olivia Falcon - Director de belleza
- Isaac Bickerstaff - Editor Social
- Nicola Formby - Editor Jefe Contributivo
- Dorrit Moussaieff - editor colaborador
- Tom Wolfe - editor colaborador
- Daisy Prince - editor colaborador
- Jeremy Wayne - Editor de restauración
- Tessa Dahl - editor colaborador

## Otras ediciones
Hay también 14 Tatler en Asia - Hong Kong Tatler (lanzado en 1977), Singapur Tatler (1982), Malasia Tatler (1989), Tailandia Tatler (1991), Filipinas Tatler (2001), Indonesia Tatler (2000), Beijing Tatler, Shanghai Tatler (ambos 2001), Tatler Macao, Taiwan Tatler (2008), Chongqing Tatler (2010), Jiangsu Tatler (2010), Sichuan Tatler (2010) y Zhejiang Tatler (2010). Los Tatler asiáticos son actualmente propiedad del Grupo con sede en Suiza Edipresse.